# 大田和寛
大田 和寛（おおた かずひろ）は、日本の男性アニメーター、キャラクターデザイナー。
Production I.G、シャフトを経てフリーとなる。しばしば太田 和寛と誤植される。

## 主な参加作品

### テレビアニメ
1997年
- クレヨンしんちゃん（動画）

1999年
- スージーちゃんとマービー（-2000年、原画）
- ゾイド -ZOIDS-（-2000年、原画）

2000年
- ラブひな（原画）
- 機巧奇傳ヒヲウ戦記（-2001年、原画）

2001年
- あぃまぃみぃ!ストロベリー・エッグ（原画）
- 魔法少女猫たると（原画）

2002年
- G-onらいだーす（作画監督）
- 天地無用! GXP（作画監督）
- .hack//SIGN（原画）
- 灰羽連盟（原画）
- ぴたテン（原画）
- 円盤皇女ワるきゅーレ（原画）
- OVERMANキングゲイナー（-2003年、原画）

2003年
- D.C. 〜ダ・カーポ〜（原画）
- デ・ジ・キャラットにょ（-2004年、原画）
- PEACE MAKER鐵（-2004年、作画監督）

2004年
- ギャラクシーエンジェルX（原画）
- 超重神グラヴィオンZwei（原画）
- 月は東に日は西に 〜Operation Sanctuary〜（原画）
- 魔法少女リリカルなのは（作画監督）
- 美鳥の日々（原画）
- 月詠 -MOON PHASE-（-2005年、作画監督・原画）
- 舞-HiME（-2005年、原画）

2005年
- ジンキ・エクステンド（原画）
- フタコイ オルタナティブ（作画監督）
- まじかるカナン（浄化BANK作画）
- ぱにぽにだっしゅ!（キャラクターデザイン・総作画監督・OP作画監督・原画）

2006年
- ネギま!?（-2007年、キャラクターデザイン・総作画監督・OP作画監督・原画）

2007年
- 獣装機攻ダンクーガノヴァ（原画）
- ハヤテのごとく!（原画）
- さよなら絶望先生（ED絵コンテ・ED演出・ED作画監督・作画監督・原画）
- ef - a tale of memories.（OP原画）

2008年
- 俗・さよなら絶望先生（作画監督・原画）
- ひだまりスケッチ×365（原画）
- ef - a tale of melodies.（作画監督・作監協力・OP原画・原画）

2009年
- 夏のあらし!（キャラクターデザイン・総作画監督）
- ティアーズ・トゥ・ティアラ（原画）
- 夏のあらし! 〜春夏冬中〜（キャラクターデザイン・総作画監督）

2010年
- 荒川アンダー ザ ブリッジ（OP原画）
- ハートキャッチプリキュア!（-2011年、原画）

2011年
- スイートプリキュア♪（-2012年、原画）
- Dororonえん魔くん メ〜ラめら（原画・OP原画）
- STEINS;GATE（原画）
- 輪るピングドラム（原画）
- THE IDOL M@STER（原画）

2012年
- スマイルプリキュア!（-2013年、原画）
- 聖闘士星矢Ω（-2014年、作画監督・原画）
- バトルスピリッツ ソードアイズ（-2013年、原画）

2013年
- THE UNLIMITED 兵部京介（原画）
- 君のいる町（コスチュームデザイン・作画監督・原画）
- ドキドキ!プリキュア（-2014年、原画）

2014年
- ハピネスチャージプリキュア!（-2015年、原画）

2015年
- Go!プリンセスプリキュア（-2016年、作画監督・原画）

2016年
- デジモンユニバース アプリモンスターズ（-2017年、OP原画）
- タイガーマスクW（-2017年、OP原画・原画）

2018年
- HUGっと!プリキュア（-2019年、作画監督・原画）

2020年
- Re:ゼロから始める異世界生活（アクション監修・作画監督・原画）

2022年
- 異世界おじさん（キャラクターデザイン・作画監督・総作画監督）

2023年
- お兄ちゃんはおしまい!（作画監督）
- 無職転生 II 〜異世界行ったら本気だす〜（作画監督・原画）

### 劇場アニメ
2000年
- 人狼 JIN-ROH（動画）

2001年
- 犬夜叉 時代を越える想い（原画）

2010年
- 映画 ハートキャッチプリキュア! 花の都でファッションショー…ですか!?（原画）

2011年
- 映画 スイートプリキュア♪ とりもどせ! 心がつなぐ奇跡のメロディ♪（原画）

2012年
- 映画 プリキュアオールスターズNewStage みらいのともだち（原画）
- 映画 スマイルプリキュア! 絵本の中はみんなチグハグ!（原画）
- ONE PIECE FILM Z（原画）

2014年
- 映画 ハピネスチャージプリキュア! 人形の国のバレリーナ（キャラクターデザイン（佐藤雅将と共同）・作画監督・原画）

2015年
- 映画 Go!プリンセスプリキュア Go!Go!!豪華3本立て!!! パンプキン王国のたからもの（原画）

2016年
- 映画 プリキュアオールスターズ みんなで歌う♪奇跡の魔法!（原画）
- 映画 魔法つかいプリキュア! 奇跡の変身!キュアモフルン!（原画）

2017年
- 映画 プリキュアドリームスターズ!（作画監督）
- 映画 キラキラ☆プリキュアアラモード パリッと!想い出のミルフィーユ!（作画監督）

### OVA
2003年
- 水夏〜SUIKA〜シリーズ（18禁、キャラクターデザイン・作画監督）

2006年
- ネギま!? 春 スペシャル!?（キャラクターデザイン・作画監督）
- ネギま!? 夏 スペシャル!?（キャラクターデザイン・総作画監督）

2011年
- 変ゼミ（原画）

2012年
- 魔法先生ネギま! ANIME FINAL（DVD版）（アバン原画）

2019年
- Re:ゼロから始める異世界生活 氷結の絆（アクション作画監督・作画監督）

### ゲーム
1998年
- ダブルキャスト（動画）
- 季節を抱きしめて（動画）
- サンパギータ（動画）

2001年
- サクラ大戦3 〜巴里は燃えているか〜（本編ムービーパート原画）

2002年
- サーヴィランス 監視者（原画）